# 사단법인 시대정신
사단법인 시대정신은 대한민국의 뉴라이트 운동 단체이다.
2004년 자유주의연대에서 시작하여 2008년 뉴라이트재단과 통합해 명칭을 '사단법인 시대정신'으로 개칭하였다. 북한정권에 대한 비판과 북한의 자유와 민주화에 힘쓰고 있다. 또한 대한민주국의 선진화와 발전을 위해 꾸준한 활동을 벌이고 있다.

## 주요 인사

### 대표
- 이재교(대표, 세종대 자유전공학부 교수)

### 상임이사
- 홍진표(상임이사, 전 국가위원위원회 상임위원)

### 이사
- 유성식(이사, 전 청와대 시민사회비서관)
- 윤완석(이사, 관악극회 대표)
- 조성환(이사, 경기대 정치전문대학원 교수)
- 한기홍(이사, 북한민주화네트워크 대표)
- 홍성기(이사, 아주대 기초교육대학 교수)

### 감사
- 송근존(감사, 미국 매사추세츠주 변호사)

### 사무국장
- 남궁민(전 엔케이워치 사무국장)

### 편집위원
- 김영호(성신여자대학교 교수)
- 김영환 (북한민주화네트워크 연구위원)
- 조승수(청년이만드는세상 대표)
- 한기홍 (북한민주화네트워크 교수)
- 허유정(전 계간 시대정신 편집장)
- 홍성기(아주대학교 교수)

### 편집장
- 양정아 (전 데일리NK 기획팀장)

## 주요활동
- 선진화위원회와 북한위원회가 활동하고 있으며, 격월간 시대정신을 발간하고 있다. 국민통합과 대북정책 등 주요 현안에 관해 계간지와 토론회를 통해 의견을 밝히고 있으며, 젊은 인재 양성을 위해 대학생 아카데미를 진행하고 있다.
- 1998년 창간한 잡지 '시대정신'을 2006년 계간 시대정신(계간 ‘時代精神’)으로 재창간하여 발간하고 있다.[1]
- 2008년 6월 '이명박정부의 위기와 기회' 주제의 긴급 시국토론회를 개최하였다.[2]
- 2008년 10월 '북한의 붕괴에 어떻게 대처할 것인가’ 주제의 토론회를 개최하였다.[3]
- 2008년 10월 '선진국가 건설을 위한 보수와 진보의 공생모델은 있는가’ 주제의 토론회를 개최하였다.[4]
- 2008년 11월 대한수의학회와 공동으로 영국 수의청의 제임스 호프 박사, 일본 식품안전위원회 다카시 오노데라 박사, 미 캔사스주립대 유르겐 리히트 교수, 국립수의과학검역원 주이석 질병진단세터장, 이영순 서울대 수의대 교수, 홍성기 아주대 교수등이 참가한 광우병 국제심포지엄을 개최하였다.[5]
- 2009년 6월 김주성 교수, 임혁백 교수 등 보수와 진보학자들이 참여한 보수와 진보의 논쟁 '민주주의란 무엇인가' 주제의 토론회를 개최하였다.[6]
- 2008년 5월 이후 바이트와 공동으로 '대학생선진화아카데미'를 진행하고 있다.[7]
- 2011년 4월 22일 북한인권법 통과 촉구를 위한 지식인 서명 운동
- 2012년 2월 24일 한미FTA 지키기 1,000만 서명운동

## 같이 보기
- 김영환 - 강철서신의 저자, 계간 시대정신 편집위원
- 안병직